# Lietukis-massakern

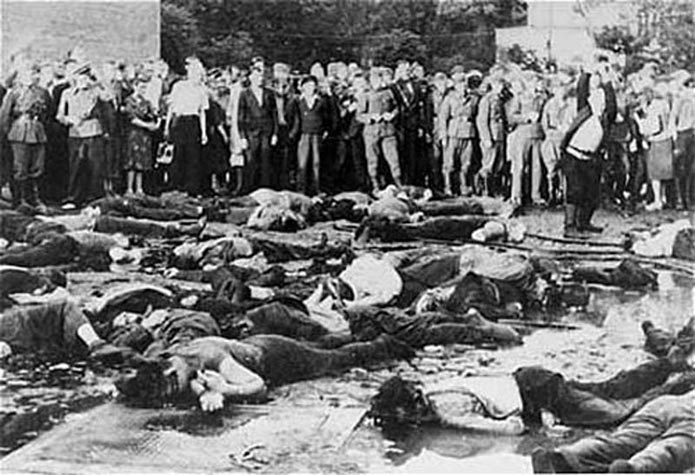
Massakern vid Lietukis garageanläggning i Kaunas.

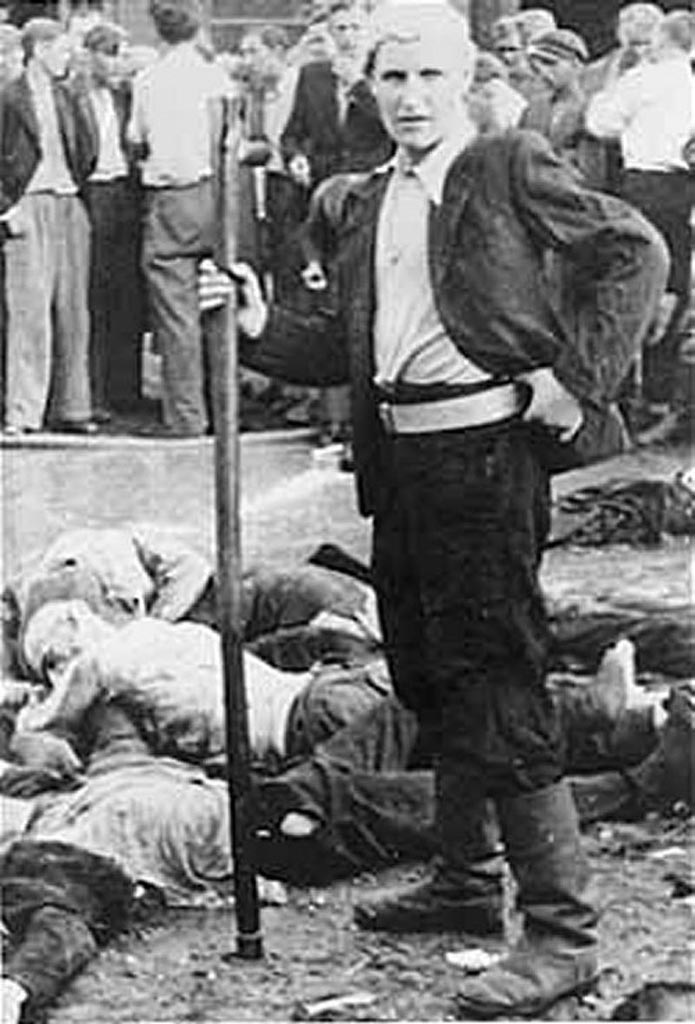
En av bödlarna.

Lietukis-massakern syftar på en massaker på sextioåtta litauiska judar, vilken förövades den 27 juni 1941 vid Lietukis garageanläggning i östra Kaunas i Litauen.

## Bakgrund
Den 22 juni 1941 inledde Nazityskland Operation Barbarossa, anfallet på den tidigare bundsförvanten Sovjetunionen. I kölvattnet på de tyska arméerna följde särskilda mobila insatsstyrkor, Einsatzgruppen, vilka hade till uppgift att mörda judar, romer, partisaner och politruker, det vill säga alla personer som ansågs utgöra ett hot mot Tredje Riket och dess säkerhet. Einsatzgruppen var indelade i fyra enheter, A–D, och Einsatzgruppe A opererade i Baltikum. Befälhavare för Einsatzgruppe A var Brigadeführer Walter Stahlecker, och denne hade den 25 juni 1941 uppmanat ortsbefolkningen i Kaunas till mord på judar. Stahlecker uppdrog åt Algirdas Klimaitis, ledare för en paramilitär styrka, att inleda pogromen. Massakern skedde under översyn av Standartenführer Karl Jäger, ledare för Einsatzkommando 3.

## Massakern
Klimaitis styrka, som hade tränats av Sicherheitsdienst i Tilsit, och medlemmar ur den antisemitiska Litauiska Aktivistfronten (Lietuvos aktyvistų frontas) samlade den 27 juni ihop sextioåtta judar – män, kvinnor och barn – vid Lietukis garage i Kaunas. Mördandet ägde rum helt öppet mitt på ljusa dagen och inleddes med att offren blev slagna och sparkade. Därefter gick mördarna lös på offren med långa järnstänger. En av förövarna var Algirdas Antanas Pavalkis. Under massakerns gång skall åskådare ha applåderat och påhejat mördarna och när alla offren var döda skall de närvarande ha sjungit den litauiska nationalsången. Dessa uppgifter har dock aldrig kunnat bekräftas.

### Webbkällor
- Melamed, Joseph A.. ”The slaughter at Lietukis garage”. Association of Lithuanian Jews in Israel. Arkiverad från originalet den 29 maj 2014. https://web.archive.org/web/20140529122610/http://www.lithuanianjews.org.il/htmls/article_list4.aspx?C2014=14311&BSP=14307&BSS59=14430. Läst 17 september 2010.